# 杉田暉道
杉田 暉道（すぎた きどう、1926年-）は、日本の医学者、浄土宗僧侶。専門は仏教医学。介護老人保健施設すこやか施設長。

## 略歴
福井県生まれ。1949年横浜市立医学専門学校卒業。1952年横浜市立大学医学公衆衛生学教室入室。1958年、『結核菌の分離培養の培地改良に関する研究』にて医学博士（横浜市大）取得。
1962年に助教授就任。1964年に浄土宗律師となる。1966年横浜市立大学医学部附属高等看護学校長。1978年インド・ブッダガヤで医療事情視察。1987年、横浜市港北保健所長兼横浜市保健所長会会長。
1989年、神奈川県予防医学協会専門医。

## 著書
- 『例解医学統計入門』中央医書出版社 1964
- 『プリンシパル例解医学統計』日本医事新報社出版局 1980
- 『続統計学入門』医学書院 1984
- 『ブッダの医学』平河出版社 1987
- 『やさしい仏教医学 わが国最初のターミナル・ケア学』出帆新社 1997

### 共編著
- 『統計学入門』津田忠美共著 医学書院 1968
- 『系統看護学講座 別巻5 看護史』石原明,長門谷洋治共著 医学書院 1971
- 『新公衆衛生の研修』笠原久弥共著 医学研修出版社 1978 医学研修シリーズ
- 『プリンシパル例解医学統計』改訂2版 小城原新共著 日本医事新報社出版局 1988
- 『統計学入門』第6版 栃久保修共著 医学書院 1997
- 『横浜と医学の歴史』三杉和章共編 横浜市立大学一般教育委員会 1997 シリーズ一般教育のひろば
- 『今なぜ仏教医学か』藤原壽則共著 思文閣出版 2004
- 『系統看護学講座 看護史』第7版 長門谷洋治,平尾真智子,石原明共著 医学書院 2005

### 博士論文
- 『結核菌の分離培養の培地改良に関する研究』（医学博士、横浜市立大学、1958年）

### 論文
- CiNii>杉田暉道

## 参考
- [ISBN　978-4-7842-1195-1]